# Troféu Feira de São Mateus Ultimate Full-Contact
Troféu Feira de São Mateus Ultimate Full Contact é uma competição de artes marciais. Converteu-se em tradição, perdurando com o Campeonato Mundial de Ultimate Full Contact realizado anualmente no recinto da Feira de São Mateus, na cidade de Viseu, o local exacto não podia deixar de ser, estranhamente não propositadamente escolhido, o Campo de Viriato.
A cidade conta, desde tempos remotos, com a coragem de invulgares guerreiros como o já mencionado Viriato, e, nessa mesma terra, baseada na mesma bravura, a luta decorre ainda em tempos modernos fazendo relembrar o chão de combate do antigamente.
A História narra a grande dificuldade vivida pelos romanos na conquista da região devido ao povo guerreiro que habitava as terras altas – os lusitanos – liderados pelo grandioso guerreiro lusitano Viriato (140 A.C.). 
O Troféu Feira de São Mateus – Campeonato Mundial de Ultimate Full Contact tem contado com numerosos participantes, guerreiros do século XXI, oriundos de todos os lugares do mundo, sendo cada vez mais famoso, mais reconhecido, mais desejado, criando a ambição dos atletas da modalidade em participar neste evento, com um prestígio indubitavelmente crescente. E ainda, gerando o orgulho dos lutadores na participação da engrandecida competição.
O campeonato conta com vestígios da sua ocorrência em todo o globo enaltecendo a nação lusitana, entre os atletas que não esquecem o regozijo da participação, principalmente quando findam vitoriosos, conquistando o respeitável troféu, um faustoso cinturão WUFC onde se encontra gravado o título arduamente conquistado, o título muitas vezes requerente de um ano de dedicada preparação para esta cobiçada vitória onde é colocado grande esforço, estando os atletas apoiados na seguinte afirmação de encorajamento: "o orgulho é eterno e a dor é passageira!"
Em 2008 já conta com o XIV Troféu Feira de São Mateus – Campeonato Mundial de Ultimate Full-Contact, organizado pela Associação Full-Contact de Viseu / Fernando Loio Team e Expovis, realça-se também o facto de este crescimento na popularidade do evento a nível nacional e bastante notável a nível internacional contribuir fortemente para a valorização do desporto em Portugal, nomeadamente, os desportos em full contact.